# União do Centro Democrático

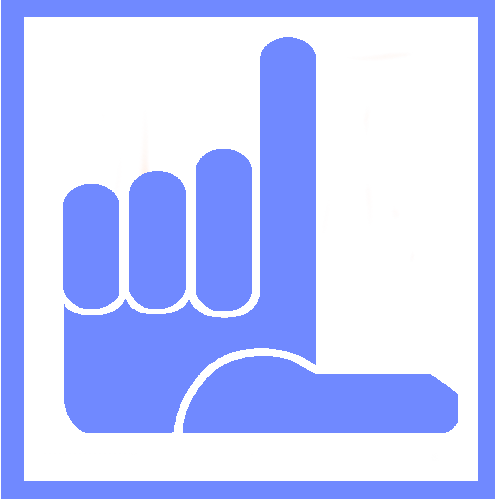
Logo do partido UCEDE.

A União do Centro Democrático (UCEDE, UCeDe ou UCeDé) é um partido político argentino liberal de centro-direita. Foi fundado em 1982 por Álvaro Alsogaray e legalizado em agosto do ano seguinte.